# 1-й отдельный гвардейский танковый полк прорыва
1-й отде́льный гварде́йский та́нковый Станисла́вский полк проры́ва — воинское подразделение Вооружённых сил СССР в Великой Отечественной войне.
Сокращённое наименование — 1-й гв. оттп.

## Формирование и организация
Сформирован в октябре 1942 г. на основании Директивы НКО № 1104913 от 12.10.1942 г. в Московском АБТ Центре (Костерево — Ногинск) на базе 229 танковой бригады.
13 февраля 1944 г. Директивой ГШКА № Орг/3/305512 от 13.02.1944 г переформирован в 1-й гв. тяжелый танковый полк.

## Подчинение
В составе действующей Армии:
- с 04.11.1942 по 02.02.1943 года.
- с 15.02.1943 по 01.05.1943 года.
- с 13.07.1943 по 12.12.1943 года.
- с 20.02.1944 по 11.05.1945 года.

| Дата            | Фронт (округ)             | Армия                 | Корпус | Дивизия | Бригада |
| --------------- | ------------------------- | --------------------- | ------ | ------- | ------- |
| 01.11.1942 года | Московский военный округ  |                       |        |         |         |
| 01.12.1942 года | Донской фронт             | 21-я армия            |        |         |         |
| 01.01.1943 года | Донской фронт             | 21-я армия            |        |         |         |
| 01.02.1943 года | Донской фронт             | 21-я армия            |        |         |         |
| 01.03.1943 года |                           |                       |        |         |         |
| 01.04.1943 года |                           |                       |        |         |         |
| 01.05.1943 года | РВГК                      |                       |        |         |         |
| 01.06.1943 года | Московский военный округ  |                       |        |         |         |
| 01.07.1943 года | Московский военный округ  |                       |        |         |         |
| 01.08.1943 года | Южный фронт               | 28-я армия            |        |         |         |
| 01.09.1943 года | Южный фронт               |                       |        |         |         |
| 01.10.1943 года | Южный фронт               | 2-я гвардейская армия |        |         |         |
| 01.11.1943 года | 4-й Украинский фронт      |                       |        |         |         |
| 01.12.1943 года | 4-й Украинский фронт      | 3-я гвардейская армия |        |         |         |
| 01.01.1944 года | Харьковский военный округ |                       |        |         |         |
| 01.02.1944 года | РВГК                      |                       |        |         |         |
| 01.03.1944 года | 1-й Украинский фронт      | 1-я гвардейская армия |        |         |         |
| 01.04.1944 года | 1-й Украинский фронт      | 1-я гвардейская армия |        |         |         |
| 01.05.1944 года | 1-й Украинский фронт      | 1-я гвардейская армия |        |         |         |
| 01.06.1944 года | 1-й Украинский фронт      | 1-я гвардейская армия |        |         |         |
| 01.07.1944 года | 1-й Украинский фронт      | 1-я гвардейская армия |        |         |         |
| 01.08.1944 года | 1-й Украинский фронт      | 1-я гвардейская армия |        |         |         |
| 01.09.1944 года | 4-й Украинский фронт      | 1-я гвардейская армия |        |         |         |
| 01.10.1944 года | 4-й Украинский фронт      | 1-я гвардейская армия |        |         |         |
| 01.11.1944 года | 4-й Украинский фронт      | 1-я гвардейская армия |        |         |         |
| 01.12.1944 года | 4-й Украинский фронт      | 1-я гвардейская армия |        |         |         |
| 01.01.1945 года | 4-й Украинский фронт      |                       |        |         |         |
| 01.02.1945 года | 4-й Украинский фронт      |                       |        |         |         |
| 01.03.1945 года | 4-й Украинский фронт      |                       |        |         |         |
| 01.04.1945 года | 4-й Украинский фронт      |                       |        |         |         |
| 01.05.1945 года | 4-й Украинский фронт      |                       |        |         |         |

## Боевой и численный состав полка
Сформирован по штату № 010/266.
В целях усиления мощи танковых частей с 15 января 1943 года в тяжелые танковые полки дополнительно вводились взвод автоматчиков, численностью 33 человека и 32 ППШ;
Директивой ГШКА № Орг/3/305512 от 13.02.1944 г. переведен на штат № 010/460 (танки ИС-2).
По штату полк состоял из четырех танковых рот (в каждой по 5 машин), роты автоматчиков, роты технического обеспечения, взвода управления, саперного и хозяйственного взводов и полкового медицинского пункта (ПМП).
Каждый полк должен был иметь 90 офицеров, 121 человек сержантского состава и 163 человек рядового состава. Всего — 374 человека личного состава и 21 танк ИС 2, включая танк командира, 3 английских БТР Универсал и 1 БА-64.
Численный состав:
| дата       | объединение | Личный состав | Типы танков (исправных/неисправных) | Всего | Примечание                        |
| 28.10.1942 | ЮЗФ         | 215           | 21 КВ                               | 21    | ЦАМО РФ. ф. 38, оп. 11373, д. 150 |
| 09.01.1943 | 21 А ДФ     | 245           | 10 КВ, 8 Т-34, 1 Т-70               | 19    |                                   |
| 21.01.1943 | 21 А ДФ     |               | 5 КВ, 4 Т-34, 1 Т-70                | 10    |                                   |
| 09.07.1943 | ЮФ          |               | 21 КВ                               | 21    | ЦАМО РФ. ф. 38, оп. 11373, д. 150 |

## Боевой путь

### 1943
В прорыве так называемого «Миус-фронта» в июле — августе 1943 года принимал участие 1-й гвардейский танковый полк прорыва, приданный 28-й армии Южного фронта. Из-за разрыва между артподготовкой и атакой пехоты в первый день наступления полк понёс тяжёлые потери, составившие до 50 % боевых машин — два танка КВ сгорели, два были подбиты и шесть подорвались на минах.

## Командный состав полка

### Командиры полка
- Павловский Григорий Тимофеевич, подполковник, 00.10.1942 — 00.06.1943 года[5]
- Стрелец Антон Арсентьевич, подполковник, на 11.1943 на 07.1944 года[6]
- Буланов Иван Никитович, полковник, на 03.1944 года[7]
- Скабаланов Фома Игнатьевич, подполковник, с 20.11.1944 полковник, 31.08.1944 — 16.03.1945 года[8]

### Начальники штаба полка
- Дуднев Александр Егорович, гв майор, на 00.02.1943 года[9]

### Заместитель командира полка по строевой части
- Савченко Григорий Трофимович, майор,00.10.1942 — 19.12.1942 года[10]

## Награды и наименование
| Награда                               | Дата                                                         | За что получена                                                                                                   |
| ------------------------------------- | ------------------------------------------------------------ | --- |
| Почётное звание«Гвардейский»          | Директивой ГШКА № Орг/3/305512 от 13.02.1944                 | При формировании                                                                                                  |
| Почетное наименование «Станиславский» | Приказ Верховного Главнокомандующего 27 июля 1944 года № 152 | В ознаменование одержанной победы соединения и части, наиболее отличившиеся в боях за овладение городом Станислав |